# 四神云气图

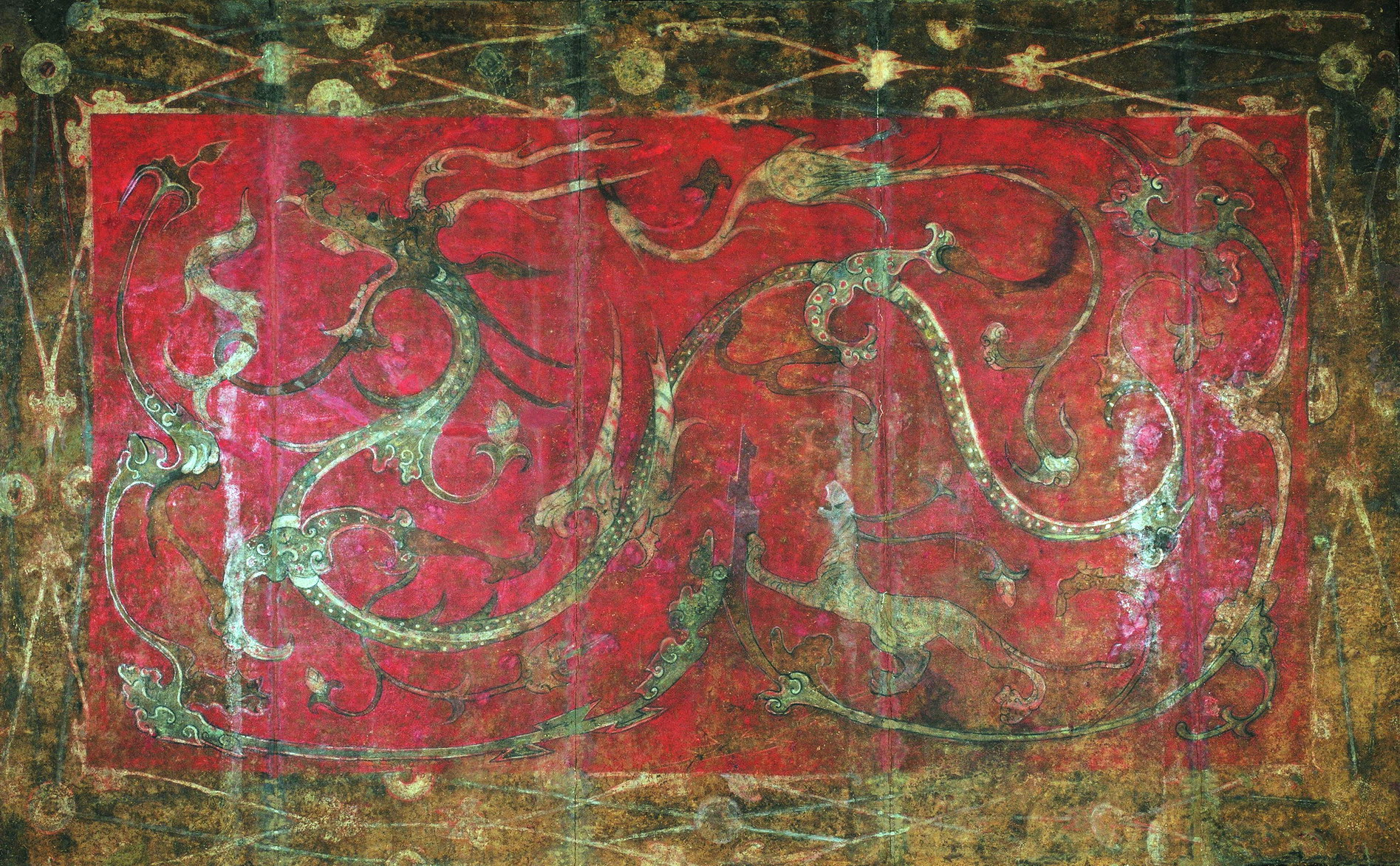

四神云气图是考古人員於1986年於河南省永城市芒砀山汉梁恭王墓（柿圆墓）中发现的大型壁画，长5.14米，宽3.27米，为中国早期壁画的代表，比敦煌壁画要早600多年，被譽為「敦煌之前的敦煌」。它的創作時間大約在西汉早期（前2世紀），目前收藏於河南博物院之中。